# Anthostomella scotina
Anthostomella scotina är en svampart som först beskrevs av Durieu & Mont., och fick sitt nu gällande namn av Pier Andrea Saccardo 1882. Anthostomella scotina ingår i släktet Anthostomella och familjen kolkärnsvampar.   Inga underarter finns listade i Catalogue of Life.